# Ibsker-Svaneke-Bodilsker Pastorat
Ibsker-Svaneke-Bodilsker Pastorat er et pastorat i Bornholms Provsti (Københavns Stift). Pastoratet ligger i Bornholms Regionskommune (Region Hovedstaden). I Ibsker-Svaneke-Bodilsker Pastorat ligger Ibsker Sogn, Svaneke Sogn og Bodilsker Sogn.